# Maximilian Haas
Maximilian Haas (Freising, 7 de dezembro de 1985) é um ex-futebolista alemão que atuava como zagueiro.